# Lezare
Lezare è un cortometraggio del 2010 diretto da Zelalem Woldemariam. È un racconto morale sui paradossi dell'Africa di oggi e l'inevitabile rapporto tra povertà e depauperamento del territorio.

## Trama
Il piccolo Abush è un bambino di strada affamato. Dà un aiuto alla comunità del villaggio per l'evento di riforestazione in cambio di una moneta ma quando si accorge di averla persa torna sul campo e sradica tutto...

## Riconoscimenti
- 2010 - Festival del cinema africano di Tarifa
  - Premio della giuria giovane per miglior cortometraggio
- 2010 - Giornate cinematografiche di Cartagine
  - Tanit di bronzo dei cortometraggi
- 2011 - Festival del Cinema Africano, d'Asia e America Latina di Milano
  - Premio CEM-mondialità al miglior cortometraggio